# Pico Gazella
El Pico Gazella (en inglés: Gazella Peak) es un pico que llega a unos 120 m s. n. m. y se ubica entre el pico Roché y las rocas Cordall en el norte de la isla Pájaro en Georgia del Sur. Un territorio en el Océano Atlántico Sur cuya soberanía está en disputa entre el Reino Unido el cual las administra como «Territorio Británico de Ultramar de las islas Georgias del Sur y Sandwich del Sur», y la República Argentina que las integra al Departamento Islas del Atlántico Sur, dentro de la Provincia de Tierra del Fuego, Antártida e Islas del Atlántico Sur. Fue trazado por la South Georgia Survey en el período 1951-1957, y fue nombrado por el Comité Antártico de Lugares Geográficos del Reino Unido en 1963 por el nombre de la especie del lobo marino antártico (Arctophoca gazella), que se reproduce en gran número en la isla.